# Joris Mathijsen
Joris Mathijsen (Goirle, 5 d'abril del 1980) és un exfutbolista professional neerlandès que jugava com a defensa. Mathijsen també ha jugat per la selecció neerlandesa des del 2004.
Joris Mathijsen, futbolista de l'Hamburger Sport-Verein va participar, en conseqüència de la directiva europea de l'aigua de la Unió Europea el consell de Barmbek-Nord, en cooperació amb l'associació de protecció de la natura NABU, a un projecte de renaturalització del Seebek, en oposar-se a les reaccions de tipus nimby